# Wolf Küper
Wolf Küper (* 1973 in Bremerhaven) ist ein deutscher ehemaliger Wissenschaftler, Lehrer und Autor.

## Werdegang
Nach einem Studium der Biologie, Philosophie und Geschichte arbeitete Küper zunächst als Tropenforscher in den Regenwäldern Venezuelas und Ecuadors. Als Doktorand arbeitete Küper an Projekten u. a. des WWF und von Conservation International mit. Er promovierte 2006 an der Universität Bonn zum Dr. rer. nat. Küper koordinierte im Rahmen seiner Dissertation und als PostDoc eine internationale Forschergruppe sowie eine Arbeitsgruppe am Nees-Institut für Biodiversität der Pflanzen im Rahmen des vom Bundesministerium für Bildung und Forschung geförderten Projektes zur Artenvielfalt Afrikas. Dieses Projekt repräsentierte er mit weiteren Kollegen auf der CBD COP 8 der Vereinten Nationen.
Schwerpunkt seiner wissenschaftlichen Untersuchungen war es, herauszufinden, inwieweit die Naturschutzgebiete südlich der Sahara auch tatsächlich dort angelegt sind, wo eine möglichst große Artenvielfalt geschützt werden kann. Außerdem erstellte er eine Karte der wenig erforschten Gebiete Afrikas. Ferner untersuchte er in Zusammenarbeit mit Jon Lovett von der Universität Leeds die möglichen Auswirkungen des Klimawandels auf die Artenvielfalt in Südafrika.
Im Rahmen des GEO IV Fellowship Programme wurde Wolf Küper mit einem Jahresstipendium des Umweltprogramm der Vereinten Nationen ausgezeichnet und arbeitete als Gutachter an dem Globalen Umweltgutachten GEO IV mit. In Zusammenarbeit mit Bob Scholes und Reinette Biggs war er als Gutachter für das Umweltprogramm der Vereinten Nationen tätig. 2010 beendete Küper seine wissenschaftliche Karriere. Auf Wunsch seiner Tochter reiste die Familie anschließend eine Million Minuten lang durch Australasien. Von 2017 bis 2022 arbeitete Küper als Lehrer an einer Schule in Südafrika.

## Publikationen
Neben mehreren wissenschaftlichen Veröffentlichungen in Peer Reviewed Journals verfasste Küper zwei Bücher.

### Und die Erde ist eine Scheibe. Eine Anleitung für den politischen Stillstand
Motiviert durch die eigenen Erfahrungen mit der zu langsamen Umsetzung wissenschaftlicher Empfehlungen durch politisch Verantwortliche verfasste Küper das Buch „Und die Erde ist eine Scheibe“ und publizierte es 2012 im Selbstverlag bei Amazon CreateSpace. In dieser ironisch gemeinten „Anleitung für den politischen Stillstand“ werden stereotype Denkmuster und Argumentationsfloskeln kritisiert, mit denen Lobbyisten und auch Politiker Veränderungen möglichst lange behindern und blockieren. Eine der wichtigsten Schlussfolgerungen des Buches ist, Politik nicht mehr als „Kunst des Möglichen“ zu definieren. Anhand historischer und aktueller Beispiele zeigt Küper auf, dass das jeweils „Mögliche“ in Wirklichkeit davon abhängt, wie viel Geld investiert wird, was wiederum eine Frage der politischen Priorität ist. Daher sei das angeblich „Unmögliche“ in Wirklichkeit eine reine Fiktion, die im Sinne einer sich selbst erfüllenden Ausrede funktioniere. Zudem gäbe es aus den letzten 35 Jahren seit der Brundtlandt-Konferenz keinerlei Beweis dafür, dass die Kunst des Möglichen auch nur annähernd geeignet sei, grundlegende Probleme wie z. B. Umweltzerstörung, Klimawandel und Biodiversitätsverlust auch tatsächlich zu lösen. Küper hinterfragt, inwieweit man sich von vornherein mit einem Selbstverständnis von Politik abfinden dürfe, welches gerade einmal ausreichen würde, den Planeten a) vielleicht b) zu spät c) und dann auch nur halb zu retten. Küper plädiert dafür, Politik als „Kunst des Notwendigen“ (ein von Hermann Scheer geprägter Ausdruck) zu definieren.

### Eine Million Minuten

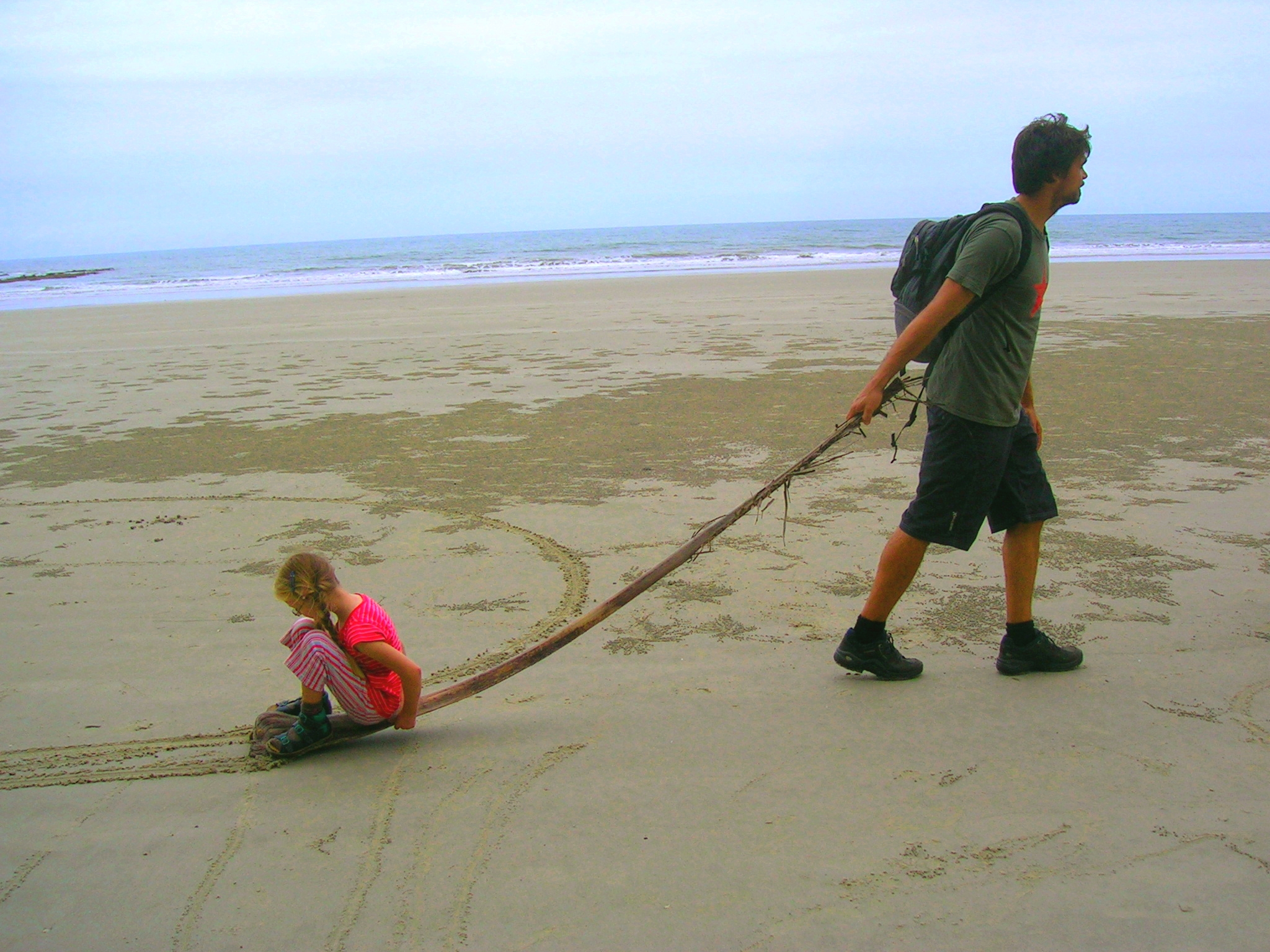
Szene aus dem Buch: Vater und Tochter unterwegs.

Bekannt wurde Küper 2016 mit seinem Buch Eine Million Minuten, veröffentlicht bei Penguin Random House. Im Februar 2017 erreichte das Buch Rang 7 in der Kategorie Buch bei Amazon. Es wurde in mehrere Sprachen übersetzt, darunter Englisch, Französisch, Italienisch und Niederländisch.

## Gesellschaftspolitische Positionen

### Zeitmangel
Im Kölner Stadt-Anzeiger bezeichnete Thomas Geisen das Buch Eine Million Minuten als „politisches Statement“. Küper thematisiert darin unter anderem den Spagat, den moderne Familien leisten müssen, um einerseits lebenslang genug Geld für das Abzahlen eines bescheidenen Eigenheims zu erwirtschaften, und sich auf der anderen Seite als Eltern um die eigenen Kinder kümmern zu können und deren Leben zu teilen. Dieser Widerspruch sei für viele Familien eine erhebliche Belastung. Im Bonner Generalanzeiger diskutierte Küper, „warum es selbstverständlich sei, dass Menschen oft für alles Zeit haben [müssen], außer für die Dinge, die ihnen am allerwichtigsten sind“. Es sei sein Hauptanliegen des Buches, den Wert der Zeit als Grundlage des Glücks zu verdeutlichen. Im Nachwort der englischen Ausgabe heißt es:

„Niemand würde wohl länger als ein paar Sekunden brauchen, um einige unverzichtbare Grundlagen des Glücks zu nennen: genug zu essen, Schmerzfreiheit, Freundschaften, ausreichend Schlaf und so weiter. Doch obwohl Zeit genauso wichtig ist (…), übersehen wir ihre Bedeutung. Zeit ist die Substanz, aus der das Leben besteht. Leben ohne Zeit wäre wie malen ohne Leinwand.“

In einem Interview mit der Rheinischen Post sowie einem Artikel in Patrizia schlägt Küper vor, man solle in alltäglichen Sätzen über Zeitmangel das Wort „Zeit“ wieder durch das Wort „Leben“ ersetzen. Dann heißt es etwa: „Ich hab im Moment kaum … Leben“, oder: „Mir fehlt einfach … das Leben.“ Auf diese Art könne man fühlen, dass man Zeitmangel buchstäblich mit dem Leben bezahle. Im Buch Eine Million Minuten gibt es Referenzen zu Konzepten wie „Zeitsouveränität“.

### Materialismus
Christian Meyer bezeichnete das Buch Eine Million Minuten in der Süddeutschen Zeitung als „Anleitung zum Downshifting“. Dies bezieht sich zunächst auf dem im Buch geschilderten Versuch der Familie, zur Finanzierung der Reise den gesamten Hausstand zu verkaufen, wobei sich herausstellt, dass die meisten Gegenstände schon kurze Zeit nach dem teuren Kauf keinerlei Wert mehr haben.
In der englischen, veränderten Ausgabe von Eine Million Minuten aus dem Jahr 2020 gibt der Ich-Erzähler 3 Tipps zur Bestimmung des tatsächlichen Wertes einer Sache:

„Wenn Du wissen willst, was ein Ding wirklich wert ist, bevor Du es kaufst, inseriere es bei Ebay. Wenn Du wissen willst, ob alle anderen dieses Ding auch so fantastisch finden, wie Du, versuche, es jemandem für 1 Jahr zu leihen. Wenn Du danach das Ding immer noch willst, recherchiere, was es kostet, es im Miet-Storage unterzubringen“

In der Sendung Markus Lanz vom 25. Januar 2017 griff Lanz Küpers Frage auf, warum eigentlich es völlig normal schiene, einen Kredit über 30.000 € für einen neuen Mittelklassewagen mit Außenspiegelheizung und einen Carport aufzunehmen, während eine Finanzierung einer gleich teuren Reise mit der Familie als übertriebener und absurder Luxus gälte. Küper ging es dabei in zugespitzter Form um die Frage, warum es als normales Verhalten anerkannt ist, Geld in zum Teil überflüssige Konsumgüter zu investieren, anstatt es in Leben zurückzutauschen (oder anstatt von vornherein weniger Leben durch Erwerbstätigkeit in Geld zu verwandeln). Yahoo bezeichnete das Gespräch von Küper bei Markus Lanz insgesamt als eines der „Highlights“ der Sendung im Jahr 2017.

### Gesellschaftliche Maßstäbe für Status
Im Zusammenhang mit stereotypen Rollenerwartungen an Männer hinterfragte Küper im Interview mit daddylicious.de gesellschaftliche Maßstäbe für Erfolg anhand folgender Frage: „Warum eigentlich sind Bitcoin-Händler, die mit Sixpack aus einem SUV steigen, cool, aber Väter, die ohne Sixpack nachts auf Legosteine steigen, sind uncool?“. Im Gespräch ging es unter anderem um die Frage, inwieweit sozialer Status (und Wohlstand) auch anders definiert werden könnten als über die Höhe des Einkommens oder den Besitz materieller Statussymbole. Küper knüpfte damit an Konzepte wie Zeitwohlstand und Bruttonationalglück an.

### Das angeblich Normale und das angeblich Unrealistische
Im Interview mit der Süddeutschen Zeitung sowie der Kölnischen Rundschau setzt sich Küper im Zusammenhang mit der gesellschaftlichen Perspektive von Leben mit dem Konzept des angeblich „Normalen“ oder gar „Alternativlosen“ und dem angeblich „Unrealistischen“ auseinander. Wenn in jedem Land etwas anderes als „normal“ gelte, entlarve dies doch letztendlich Normalität insgesamt als eine (provinzielle) Fiktion. „Die Schweden wollen nur noch 6 Stunden am Tag arbeiten, bei uns [in Deutschland] diskutieren Politiker die Rente mit 70. In Spanien ist ab 15 Uhr (erst mal) Siesta, in Korea gibt es 10 Tage Urlaub pro Jahr. Was davon ist dann normal?“ Im Podcast „Elterngespräch“ mit Christine Rickhoff fragte Küper, warum eigentlich immer das als „unrealistisch“ gälte, was den Menschen ihre eigene Zeit zurückgeben und Familien das Leben erleichtern könne. Noch einen Tag vor der Corona-Pandemie hätte Homeoffice selbstverständlich als „technisch nicht machbar“ gegolten, sechs Monate später sei es eine selbstverständliche Möglichkeit gewesen. In Spanien hätten Frauen einen gesetzlichen Anspruch auf Arbeitsfreistellung bei starken Menstruationsbeschwerden, in Deutschland würde das als wirtschaftlich untragbar und technisch nicht umsetzbar bezeichnet. Vor Corona hätte eine Online-Beschulung als allein schon technisch unrealistisch und außerdem als quasi „illegal“ gegolten, heute wäre Online-Unterricht eine selbstverständliche Option und es gäbe Dutzende Online-Schulen.

## Film
2023 wurde das Buch Eine Million Minuten mit Tom Schilling und Karoline Herfurth in den Hauptrollen verfilmt.
Regie führt Christopher Doll. Weitere Mitwirkende sind unter anderem Joachim Król, Ulrike Kriener, Anneke Kim Sarnau, Godehard Giese sowie Rurik Gislasson und Pola Friedrichs. Kinostart war am 1. Februar 2024 im Verleih von Warner Bros.

## Ausgewählte Publikationen
- W. Küper: Eine Million Minuten. 2016, ISBN 978-3-8135-0743-0.
- W. Küper: Und die Erde ist eine Scheibe. Eine Anleitung für den politischen Stillstand. 2010, ISBN 978-1-5052-2307-1.
- J. Mutke, J. H. Sommer, S. S. Da, W. Küper, A. Thiombiano, W. Barthlott: Tracking plant diversity in a changing world. In: A World of Science. Band 8, Nr. 3, July–September 2010, S. 17–20.
- W. Barthlott et al.: Geographic patterns of vascular plant diversity at continental to global scales. In: Erdkunde. Band 61, Heft 4, 2008, S. 305–316.
- Dent et al.: Land. UNEP Global Environment Outlook. United Nations Environment Programme (UNEP, ed.), 2007, S. 84–114.
- W. Barthlott, A. Hostert, G. Kier, W. Kueper, H. Kreft, J. Mutke, D. Rafiqpoor, J. Sommer: Geographic patterns of vascular plant diversity at continental to global scale. In: Erdkunde. Band 61, 2007, S. 305–315. doi:10.3112/erdkunde.2007.04.01
- C. J. McClean, N. Doswald, W. Küper, J. H. Sommer, P. Barnard, J. C. Lovett: Potential impacts of climate change on Sub-Saharan African plant priority area selection. In: Diversity and Distribution. Band 12, Nr. 6, 2006, S. 645–655.
- N. D. Burgess, A. Balmford, J. Fjeldså, W. Küper, J. H. Sommer, C. Rahbek, E. Sanderson, P. H. Williams: Relationships between biodiversity value, human density and human infrastructure across Sub-Saharan Africa. In: Biological Conservation. Band 134, 2006, S. 164–177.
- W. Küper, J. H. Sommer, J. C. Lovett, W. Barthlott: Deficiency in African plant distribution data-missing pieces of the puzzle. In: Botanical Journal of the Linnean Society. Band 150, 2006, S. 355–368.
- R. J. Scholes, W. Küper, R. Biggs: Biodiversity. United Nations Environment Programme (UNEP, ed.) [Africa Environment Outlook II]. Earthprint: 2006, S. 226–261.
- W. Küper: Patterns of plant diversity in Africa and their implications for biodiversity conservation. Dissertation zur Erlangung des Doktorgrades (Dr. rer. nat.) der Mathematisch-Naturwissenschaftlichen Fakultät der Rheinischen Friedrich-Wilhelms-Universität Bonn, 2005.
- N. Burgess, W. Küper, J. Mutke, J. Brown, S. Westaway, S. Turpie, C. Meshack, J. R. D. Taplin, C. McClean, J. C. Lovett: Major gaps in the distribution of protected areas for threatened and narrow range Afrotropical plants. In: Biodiversity and Conservation. Band 14, 2005, S. 1877–1894.
- C. McClean, J. C. Lovett, W. Küper, L. Hannah, J. H. Sommer, W. Barthlott, M. Termansen, G. F. Smith, S. Tokumine, J. Taplin: African Plant Diversity and Climate Change. In: Annals of the Missouri Botanical Garden. Band 92, 2005, S. 139–152.
- W. Küper, J. H. Sommer, J. C. Lovett, J. Mutke, H. P. Linder, H. Beentje, R. A. S. R. van Rompaey, C. Chatelain, M. Sosef, W. Barthlott: Africa's hotspots of biodiversity redefined. In: Annals of the Missouri Botanical Garden. Band 91, 2004, S. 525–536.